# Nowoanninskij
Nowoanninskij – miasto w Rosji, w obwodzie wołgogradzkim. W 2010 roku liczyło 17 912 mieszkańców.